# Ingerman
Ingerman, Ingram – hrabia Hesbaye. Pochodził z dynastii nazwanej później Kapetyngami. Jego dokładne pochodzenie nie jest znane. Zapewne jego ojcem był Robert I z Wormacji. Imię żony jest nieznane. Jego córką była Ermengarda z Hesbaye (ur. 778, zm. 3 października 818), żona króla Franków i cesarza Ludwika Pobożnego od 794 roku.